# Helmut Kopf
Helmut Kopf (* 25. Januar 1939) ist ein deutscher Basketballfunktionär.

## Leben
Kopf betrieb aktiv Rennrudern und trat 1956 in die Rudergesellschaft Speyer 1883 ein. Er kam in den 1970er Jahren durch seine Söhne zum Basketball. Zu Beginn der 1980er Jahre wurde er Jugendwart beim TSV Speyer. Von 1986 bis 1998 war er zudem Jugendwart des Basketballverbandes Rheinland-Pfalz sowie von 1998 bis 2004 Leistungssportbeauftragter in Rheinland-Pfalz. Darüber hinaus wirkte Kopf rund 35 Jahre lang als Spielleiter und Jugendwart des Basketballverbandes Pfalz. Er ist seit 1998 Vorsitzender des Basketball-Internats Speyer. Kopf, dessen Frau Jutta ebenfalls als Basketballfunktionärin tätig war, wurde als „Schlüsselfigur im Speyerer Sport“ und „Basketball-Vordenker“ bezeichnet. Beruflich war der gelernte Landwirt bei BASF tätig.

### Auszeichnungen
2004 wurde er mit der Goldenen Ehrennadel des Basketballverbandes Rheinland-Pfalz, 2006 mit der Goldenen Ehrennadel des Basketballverbandes Pfalz, 2008 mit der Sportplakette des Landes Rheinland-Pfalz und 2019 mit der Goldenen Ehrennadel des Deutschen Basketball-Bundes ausgezeichnet. 